# 腦脊液

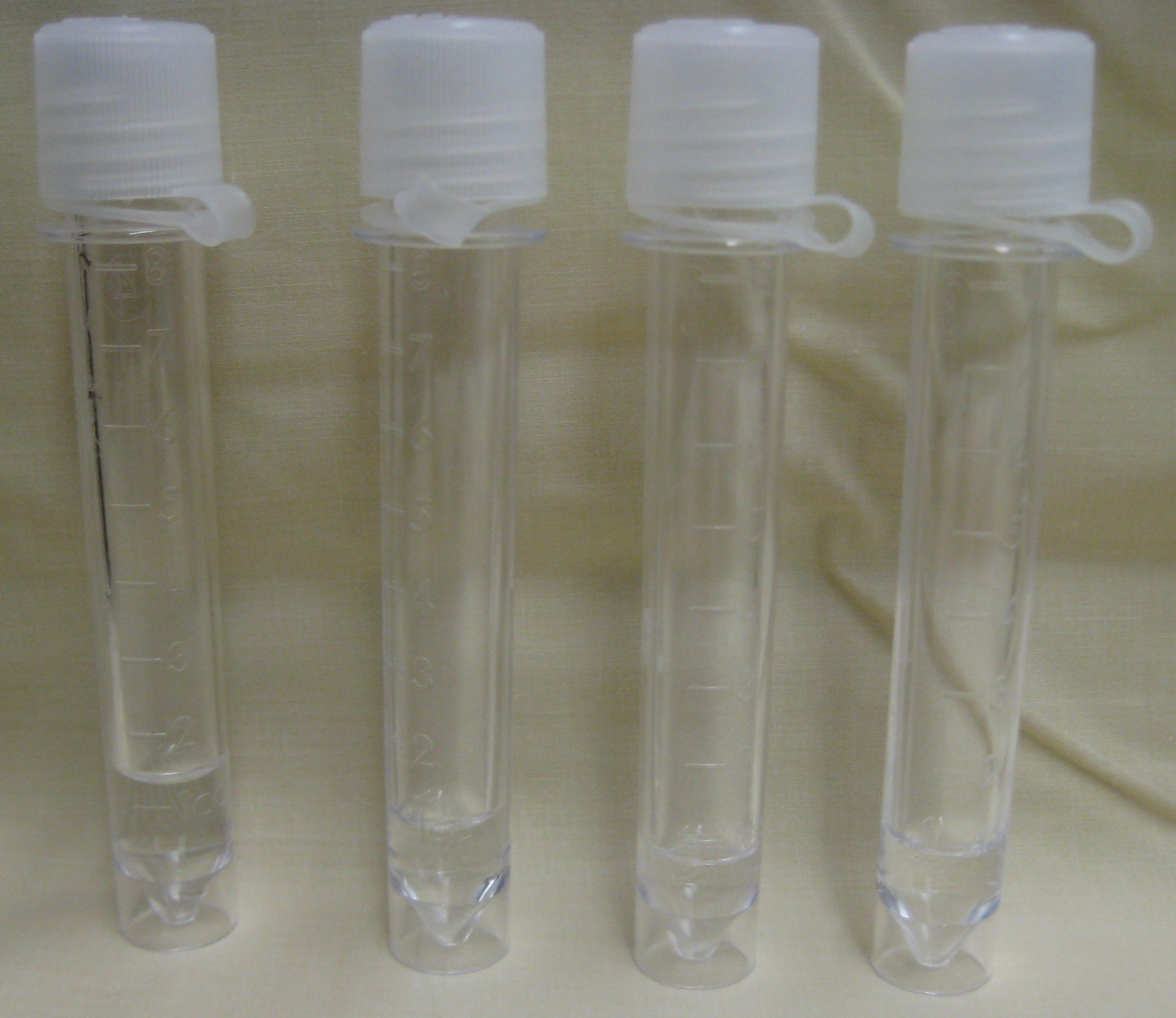
试管中的人类脑脊液

腦脊液（英語：cerebrospinal fluid）或腦脊髓液，是由侧脑室、第三脑室和第四脑室的脉络丛上皮细胞分泌的无色透明液体，充满于各脑室、蛛网膜下隙、脊髓中央管内，经蛛网膜粒回流入血。
脑脊液的功能是滋养神经组织、调节颅内压、保护脑免受震荡，其成分与血浆和淋巴液的性质相似，但含蛋白质很少，有较高浓度的Na+、K+、Cl-及少许脱落细胞和淋巴细胞。

## 生理學

核磁共振的脑脊液循环成像

腦脊液充滿在腦部內顱骨與大腦皮質之間的蛛網膜下腔的透明體液，準確的來說是位於腦膜的蛛網膜和軟腦膜之間。它是一種含有微神經膠細胞的純生理鹽水，主要用作對大腦皮質的機械性緩衝。在腦部的腦室及脊髓內亦有腦脊液存在。
腦脊液完全是在腦和脊髓內部合成和循環的，是體現腦與軀體其它部分隔離的一個典型例子。生產腦脊液的部位是脈絡叢。脈絡叢穿過脈絡裂，沿著穹隆／海馬傘的軌跡進入側腦室；同時通過其頂部進入第三腦室和第四腦室。腦脊液在脈絡叢生成後，通過腦室間孔（interventricular foramen或foramen of Monro）進入第三腦室，而後通過塞爾維氏大腦導水管（Sylvians cerebral aqueduct）進入第四腦室，隨後通過正中孔（medial aperture或foramen of Magendie）和兩個外側孔（lateral aperture或foramen of Luschka），分別進入小腦延髓池（cisterna magna，又稱大池或cerebellomedullary cistern）和橋腦池（pontine cistern或cisterna pontocerebellaris），再進入脊髓和大腦半球外部。腦脊液可以通過蜘蛛膜顆粒（arachnoid granulation）進入靜脈系統。
成年人的腦脊液總量約為140毫升。其循環非常高效，每日被更新4到5次。腦脊液這種穿行於腦室和蛛網膜下空間並最終進入靜脈系統的運行方式，在一定程度上起到了降低其中大分子和脂溶性分子的作用。0.3%左右的腦脊液是血漿蛋白。

## 病理學
腦脊液有著多種的作用包括腦部的機械性保護、分配神經內分泌因子及促進腦血流量。為了要保證腦內穩定氧化活动，動脈血液的流動型式須嚴謹地調節。腦脊液運動就像一個彈簧，可以幫助動脈的膨脹及收縮，並且防止了頭顱內血流的重大變動。當腦脊液流動出現問題時，這不單止影響腦脊液運動，更會影響頭顱內血流，而最終造成神經元及神經膠質的弱點。
腦脊液在多種哺乳動物中都是與淋巴系統有所關聯。初步資料顯示這個關聯是在脈絡叢的腦脊液分泌容量正在發展時所形成。腦脊液失調，包括腦積水與腦脊液淋巴傳送的損壞有某些關係。

## 診斷及治療
腦脊液可以用作診斷多種神經失調的測試。透過腰椎穿刺獲取腦脊液，可以從中測出細胞的數量及脂肪與葡萄糖的份量。這些資料本身已經對診斷蛛網膜下腔出血及中樞神經系統的感染，如腦膜炎等，有所帮助。再者，腦脊液的培植測試可以獲得產生感染的微生物。若使用尖端的技術，如偵測寡克隆區，可以確定正在發炎的情況（如多發性硬化症）。β-2轉鐵蛋白的分析是高度獨特及敏銳於偵測腦脊液外漏。
腰椎穿刺亦可以用作量度在某些腦水腫的種類下會增加的顱內壓。

## 參閱
- 脑膜炎
- 腦脊髓液鼻漏（英语：CSF rhinorrhea）
- 腰椎穿刺

## 外部連結
- 腦脊髓液（cerebral spinal fliud, CSF） （页面存档备份，存于）